# Automeris larra
Automeris larra là một loài bướm đêm thuộc họ Saturniidae. Nó được tìm thấy ở Nam Mỹ, bao gồm Brasil, Guyane thuộc Pháp, Venezuela, Colombia, Peru, Bolivia và Ecuador.

## Phụ loài
- Automeris larra larra
- Automeris larra eitschbergeri (Peru, Ecuador)